# Przyjezierze (powiat szczecinecki)
Przyjezierze (niem. Auenfelde) – wieś w Polsce położona w województwie zachodniopomorskim, w powiecie szczecineckim, w gminie Borne Sulinowo, przy drodze krajowej nr 20 Stargard Szczeciński – Szczecinek – Gdynia. Miejscowość wchodzi w skład sołectwa Jeleń.

## Nazwa
12 lutego 1948 r. ustalono urzędową polską nazwę miejscowości – Przyjezierze, określając drugi przypadek jako Przyjezierza, a przymiotnik – przyjezierski.